# Alkoxid

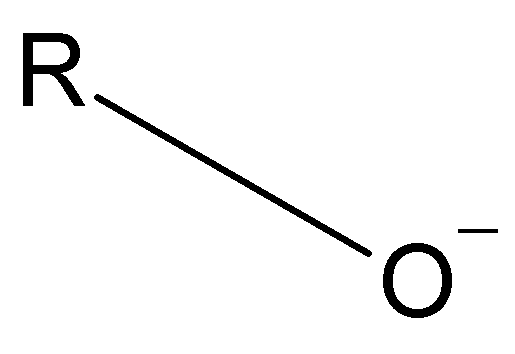
Obecná struktura alkoxidové skupiny

Alkoxid, též alkoholát, je konjugovaná báze alkoholu sestávající z organické skupiny navázané na záporně nabitý atom kyslíku. Lze ho obecně zapisovat jako RO−, kde R je organický substituent. Alkoxidy jsou silné zásady a proto, není-li R velký, dobré nukleofily a výtečné ligandy. Alkoxidy, byť nejsou v protických rozpouštědlech (např. ve vodě) obecně stabilní, vystupují jako meziprodukty v mnoha reakcí, například Williamsonově syntéze etherů. Alkoxidy přechodných kovů se široce používají do nátěrových hmot a jako katalyzátory.
Enoláty jsou nenasycené alkoxidy odvozené deprotonací vazby C-H přiléhající ke ketonu nebo aldehydu. Nukleofilní centrum jednoduchých alkoxidů je na kyslíku, kdežto u enolátů je delokalizováno přes uhlík i kyslík.
Fenoxidy (též fenoláty) jsou blízce příbuzné alkoxidům, organický substituent je však derivát benzenu. Fenol je kyselejší než typický alkohol, proto jsou fenoxidy méně zásadité a méně nukleofilní. Často se s nimi snáze manipuluje a poskytují deriváty, které jsou krystaličtější než alkoxidy.